# Lignum vitae de Arbós

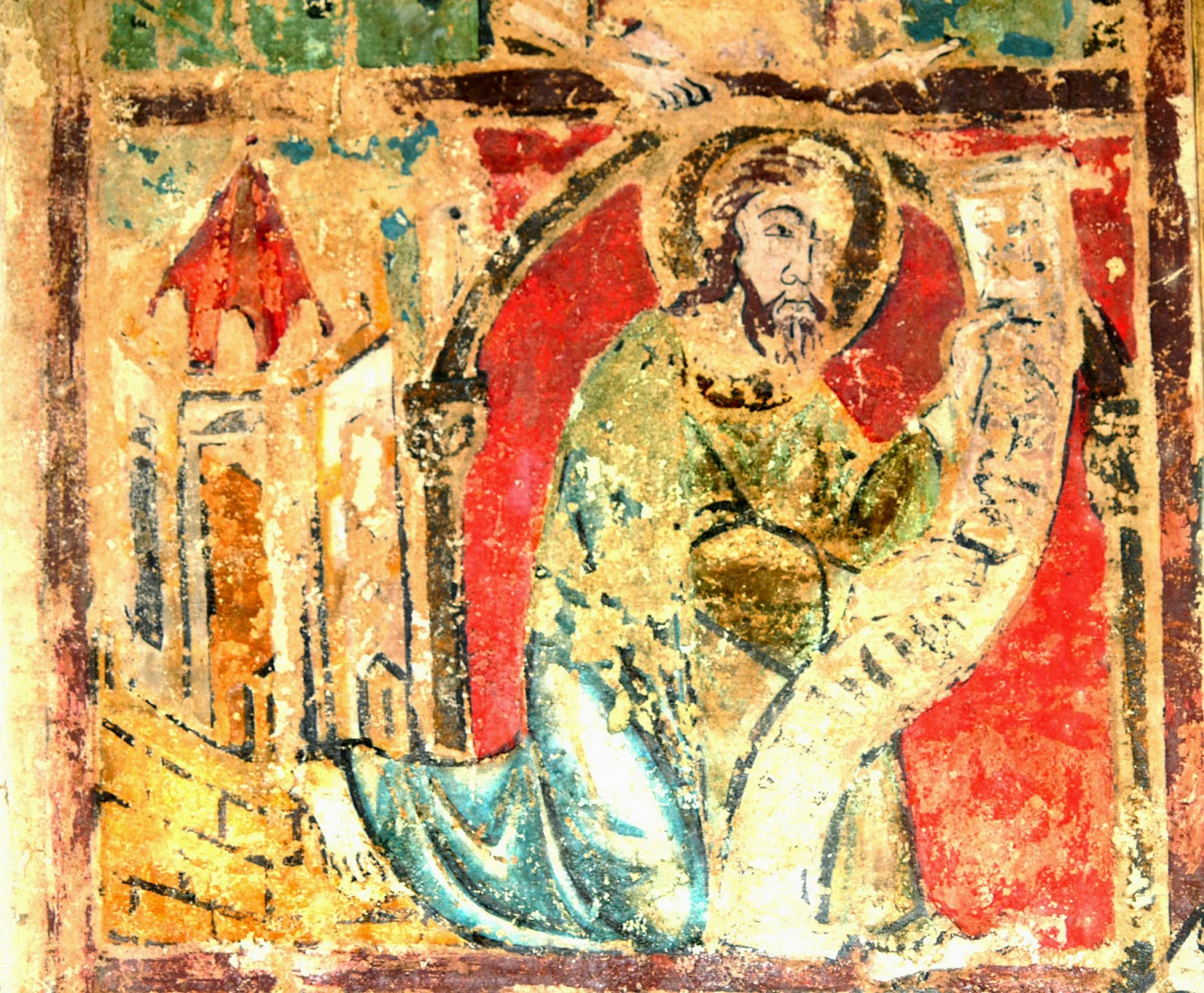
Fragmento

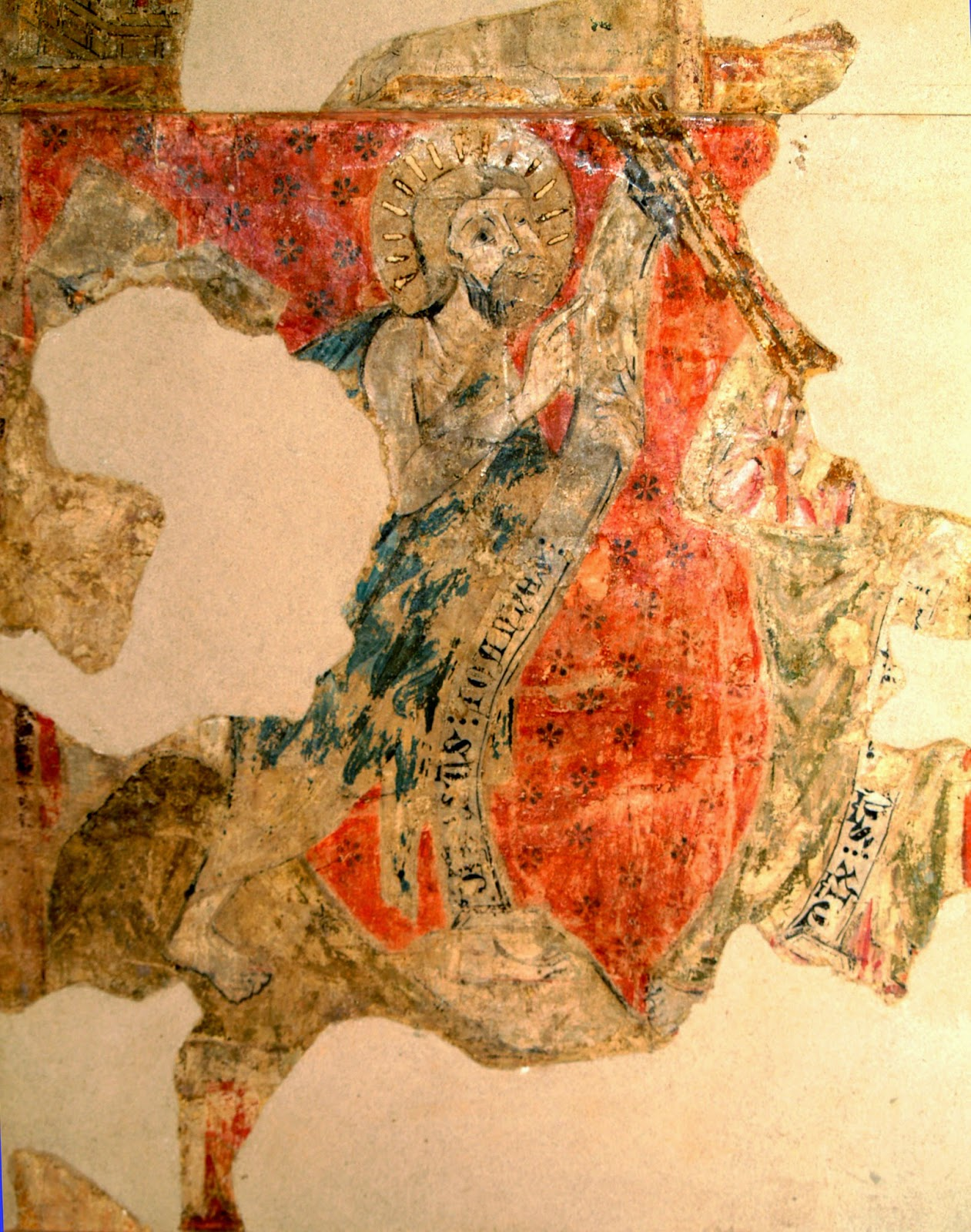
San Juan Bautista, fragmento.

## El Lignum vitae de Arbós
Es una pintura mural de estilo francogótico. La Pintura francogótica, más conocida como 'gótico lineal,' que es el estilo pictórico originado en Francia durante los siglos XII y XIII, y que se expandió al resto de Europa. De autor desconocido, estas pinturas están situadas en la Capilla de los Dolores en la iglesia de San Julián de Arbós, realizadas con la técnica de la pintura al fresco a principios del siglo XIV. Fueron recuperadas, arrancadas y restauradas en 1968 gracias a la tarea del párroco Mn. Josep Torres i Rosell.

## Contexto histórico
En el siglo XIII el fraile franciscano, Buenaventura de Bagnoregio, místico, obispo y cardenal de Albano Laziale, Italia, escribió un directorio de vida espiritual y vida mística, El Árbol de la Vida, Árbol de la Cruz o Lignum vitae, que tuvo una gran influencia devocional, literaria, artística e incluso musical, que es un conjunto de cuarenta y ocho meditaciones sobre la vida, pasión, muerte, resurrección y glorificación de Cristo.

## Descripción del fresco
Aunque esta lectura sólo es del mural central, cabe mencionar las dos pinturas que lo acompañan y que son, a la izquierda escenas de la vida de San Juan Bautista y a la derecha, de la Epifanía y el descendimiento de la Cruz.
El Árbol de la Vida de Arbós mide 6 metros de altura por 4 de ancho, con un total de dieciséis ramas y catorce frutos en los que todavía se puede leer, iustitia, omnipotentes, obedientes, veritas. Estos frutos representan la Redención de Cristo. Consta de tres partes o cuerpos. Primero, la parte inferior del Árbol, que representa el origen y vida de Cristo, con ramas que se extienden a un lado y la otra horizontalmente, de las que brotan hojas y frutos. Las hojas de la rama de la izquierda contenían los versos de los orígenes de Cristo, mientras que en las de la derecha se resumían los hechos de su vida. Casi todos estos escritos están prácticamente borrados y son ilegibles.
El segundo cuerpo es el de la «Pasión de Jesús». Presenta la misma ramificación que el primero, pero en él las hojas y los frutos hacían referencia a los diversos momentos y virtudes de la Pasión. Idéntica distribución tiene el tercer cuerpo, dedicado a la «Glorificación», en el que estaban escritos los misterios que siguen a la Resurrección, así como a la vida gloriosa en el cielo y en la Iglesia de Cristo. Los escritos de los frutos también prácticamente ilegibles, correspondían a los siguientes conceptos: «Praeclaritas, Origines, Humilitas, Conversation, excelsitud Virtutis, Plenitudo Pietatis, confidentes in Periculis, Patientia in Iniuriis, Constantia in suplicio, Victoria in Conflicto Mortis, Novitas Resurrection, Sublimitas Ascensiones, Aequitas lúdica y Aeternitas Reine ».
Del lado derecho de la figura de Cristo brota un chorro de sangre, bajando hasta el pecho de María, que tiene el corazón traspasado con una espada de dolor causado por la muerte de su hijo. Todas las ramas del árbol estaban escritas, los textos están tan deteriorados que son prácticamente ilegibles.
Al pie de la cruz encontramos las tres Marías. La figura del centro que es la Virgen, está sostenida por las otras dos. A la derecha se reconoce el apóstol San Juan. En segundo plano y de tamaño más reducido, hay unas figuras que podrían ser los donantes o benefactores de la pintura. También podemos ver la figura de un centurión, vestido como los soldados del siglo XIV con la capucha de malla, uno de ellos hace una mueca sacando la lengua.
En los cuadros laterales encontramos catorce personajes, siete a cada lado, que representan profetas y patriarcas de la Antiguo Testamento. Enmarcados por un arco con dos columnas y al lado un edificio, sostienen una filacteria o tira de pergamino con inscripciones muy deterioradas que son ilegibles.
En la parte inferior de todo el conjunto pictórico nuevo figuras. De izquierda a derecha: San Juan Bautista vestido con las pieles, San Pedro con las llaves del Cielo, santo Domingo de Guzmán que se reconoce por el hábito y la tonsura, Santa Catalina con la rueda de tormentos y San Pablo con el espada. La figura del medio vuelve a ser la Virgen sobre una luna menguante.
En la parte más alta, también se pueden ver restos de algunas figuras en actitud caminando, que están bastante deterioradas. Seguramente, como otras pinturas del Lignum Vitae, sobre la cruz, justo en medio, debía haber un pelícano, alimentando sus pequeños con su propia sangre, símbolo de la Resurrección de Cristo.
Algunos creen que la presencia de Santo Domingo de Guzmán en la parte baja de la pintura de Arbós, podría ser debido a la proximidad del Castillo de Peñafort de Santa Margarita y Monjós, donde nació el dominicano Raimundo de Peñafort hacia el año 1185. Aunque también encontramos este santo en otras versiones del Árbol de la Vida, como por ejemplo el de la Academia de Florencia, que también es de principios del siglo XIV, pintado por Pacino di Bonaguida.
San Buenaventura tuvo una gran repercusión en el arte. Muchas de sus obras, todas del siglo XIV, también mantienen la misma estructuración diagramática como los conjuntos murales de Arbós, del convento dominico de Puigcerdá o del vitral de la catedral de San Miguel de Carcasona entre otros.

## La restauración
Ante el descubrimientos de los frescos en la capilla gótica de se procedió a una meticulosa limpieza y su desprendimiento con la técnica llamada a strappo, que permitió arrancar las pinturas murales de las paredes mediante una mezcla de goma laca incolora y descerada, y cubrirla con una tela de algodón tratada previamente a base de hervirla, para quitarle el apresto y pegarla con cola orgánica caliente, que al secarse permitía arrancar la película pictórica, como si de un negativo se tratara, y enrollarla. Así se pudieron trasladar hasta el taller de restauración de la prestigiosa Casa Gudiol de Barcelona, donde se rebajaron por el reverso hasta conseguir una capa de grosor delgado, después la pintura fue adherida por el dorso a unas nuevas telas mediante  caseinato cálcico y acetato de polivinilo, y se colocaron en un nuevo soporte después de proceder a retirar las telas, colocadas en la parte frontal para su transporte, por medio de agua caliente.  Los fragmentos que faltaban del fresco, se dejaron sin pintar.
El retablo central, una vez restaurado, se expuso en el Palacio de la Virreina de Barcelona el 18 de junio de 1969 y llevado luego a Arbós, donde fue presentado al pueblo durante la Fiesta Mayor del mismo año, dentro de su capilla, ya convenientemente restaurada. El resto de las pinturas o sea los laterales, llegaron a
Arbós el 17 de enero de 1970, las cuales junto con el retablo central fueron trasladadas a Tarragona y se expusieron en la rotonda de la Diputación. Esta exposición se inauguró el 22 de marzo, día de Ramos, con la asistencia de todas las autoridades provinciales. Una vez de regreso a su capilla, fueron colocar en su lugar definitivo el 16 de julio.

## Las dos representaciones en la península del Lignum vitae
Las dos representaciones en la península del Lignum vitae de mayor entidad que se han conservado hasta la actualidad, la de la iglesia parroquial de Arbós y la de la iglesia de los dominicos de Puigcerdá, tipológicamente están más cercanas a los ejemplos de Lignum vitae franceses que a los italianos y, entre sí, aunque guardan ciertas relaciones.
En la iglesia del Convento de Santo Domingo de Puigcerdá el muro frontal de la capilla lateral en el que se dispone la representación —hoy arrancada, y traspasada a soporte de madera y vuelta a disponer en el lugar de origen— está dividido en tres zonas verticales, de las cuales, las laterales apenas suponen cada una la cuarta parte de la central. En ésta, el eje de simetría coincide con la figura de Cristo clavado sobre el árbol de la cruz que es el tronco de un árbol de espeso follaje que, a juzgar por sus frutos, correspondería a un manzano. a partir de los pies de Cristo,a intervalos iguales y de forma simétrica, surgen de cada lado del tronco seis ramas con ligera curvatura; del extremo de cada rama penden cada uno de los doce frutos que cita San Buenaventura.
También se conoce la existencia de otras representaciones ya desaparecidas, como la del convento de frailes menores de Barcelona y la que decoraba el muro del coro de la iglesia del Real Monasterio de Santa María de Pedralbes, obra que según el contrato, se sabe que fue pintada por Arnau Bassa.